# Tylorida mengla
Tylorida mengla là một loài nhện trong họ Tetragnathidae.
Loài này thuộc chi Tylorida. Tylorida mengla được miêu tả năm 2003 bởi Zhu, Song & Zhang.